# Dicranomyia lightfooti
Dicranomyia lightfooti är en tvåvingeart som beskrevs av Alexander 1917. Dicranomyia lightfooti ingår i släktet Dicranomyia och familjen småharkrankar. Inga underarter finns listade i Catalogue of Life.